# Bundesvision Song Contest 2010
La sesta edizione del Bundesvision Song Contest si è svolta il 1º ottobre 2010 presso il Max-Schmeling-Halle di Berlino, in seguito alla vittoria di Peter Fox nell'edizione precedente.
Il concorso si è articolato in un'unica finale, condotta da Stefan Raab, Johanna Klum ed Elton (quest'ultimo come inviato nella green room).
I partecipanti sono stati annunciati sul sito web di TV total il 31 maggio 2010, il giorno successivo alla vittoria tedesca all'Eurovision Song Contest 2010, al quale Stefan Raab ha contribuito alla partecipazione come capo delegazione nazionale.
I vincitori della manifestazione furono gli Unheilig con la canzone Unter deiner Flagge, in rappresentanza della Renania Settentrionale-Vestfalia.
Anche in questa edizione, 9 dei 16 stati partecipanti si autoassegnarono 12 punti, mentre il Baden-Württemberg, Berlino, Assia e Renania-Palatinato si sono autoassegnati 10 punti, il Brandeburgo si è assegnato 8 punti, invece la Bassa Sassonia solo 4 punti.

## Stati federali partecipanti
| Stato                            | Artista                               | Brano                    | Lingua           |
| -------------------------------- | ------------------------------------- | ------------------------ | ---------------- |
| Amburgo                          | Selig                                 | Von Ewigkeit zu Ewigkeit | Tedesco          |
| Assia                            | Oceana & Leon Taylor                  | Far Away                 | Inglese, tedesco |
| Baden-Württemberg                | Bakkushan                             | Springwut                | Tedesco          |
| Bassa Sassonia                   | Bernd Begemann & Dirk Darmstaedter    | So geht das jede Nacht   | Tedesco          |
| Baviera                          | Blumentopf                            | SoLaLa                   | Tedesco          |
| Berlino (organizzatore)          | Ich + Ich feat. Mohamed Mounir        | Yasmine                  | Tedesco, arabo   |
| Brandeburgo                      | Das Gezeichnete Ich                   | Du, Es und Ich           | Tedesco          |
| Brema                            | Kleinstadthelden                      | Indie Boys               | Tedesco, inglese |
| Meclemburgo-Pomerania Anteriore  | Sebastian Hämer                       | Is' schon ok             | Tedesco          |
| Renania-Palatinato               | Auletta                               | Sommerdiebe              | Tedesco          |
| Renania Settentrionale-Vestfalia | Unheilig                              | Unter deiner Flagge      | Tedesco          |
| Saarland                         | Mikroboy                              | Nichts ist umsonst       | Tedesco          |
| Sassonia                         | Blockflöte des Todes & Diane Weigmann | Alles wird teurer        | Tedesco          |
| Sassonia-Anhalt                  | Silly                                 | Alles Rot                | Tedesco          |
| Schleswig-Holstein               | Stanfour                              | Sail On                  | Inglese, tedesco |
| Turingia                         | Norman Sinn & Ryo                     | Planlos                  | Tedesco          |

## Finale
| N° | Stato                            | Artista                               | Canzone                  | Punti | Posizione |
| -- | -------------------------------- | ------------------------------------- | ------------------------ | ----- | --------- |
| 01 | Amburgo                          | Selig                                 | Von Ewigkeit zu Ewigkeit | 40    | 8°        |
| 02 | Renania-Palatinato               | Auletta                               | Sommerdiebe              | 17    | 14°       |
| 03 | Sassonia                         | Blockflöte des Todes & Diane Weigmann | Alles wird teurer        | 20    | 11°       |
| 04 | Brema                            | Kleinstadthelden                      | Indie Boys               | 20    | 11°       |
| 05 | Meclemburgo-Pomerania Anteriore  | Sebastian Hämer                       | Is' schon ok             | 22    | 10°       |
| 06 | Bassa Sassonia                   | Bernd Begemann & Dirk Darmstaedter    | So geht das jede Nacht   | 4     | 16°       |
| 07 | Brandeburgo                      | Das Gezeichnete Ich                   | Du, Es und Ich"          | 87    | 5°        |
| 08 | Schleswig-Holstein               | Stanfour                              | Sail On                  | 60    | 7°        |
| 09 | Assia                            | Oceana & Leon Taylor                  | Far Away                 | 18    | 13°       |
| 10 | Saarland                         | Mikroboy                              | Nichts ist umsonst       | 12    | 15°       |
| 11 | Turingia                         | Norman Sinn & Ryo                     | Planlos                  | 79    | 6°        |
| 12 | Baviera                          | Blumentopf                            | SoLaLa                   | 94    | 4°        |
| 13 | Sassonia-Anhalt                  | Silly                                 | Alles Rot                | 152   | 2°        |
| 14 | Baden-Württemberg                | Bakkushan                             | Springwut                | 39    | 9°        |
| 15 | Berlino                          | Ich + Ich feat. Mohamed Mounir        | Yasmine                  | 100   | 3°        |
| 16 | Renania Settentrionale-Vestfalia | Unheilig                              | Unter deiner Flagge      | 164   | 1°        |

## Tabella dei voti
| Amburgo                          | 40  | 12 |    | 2  | 3  | 3  | 2  | 3  | 7  |    |    |    |    |    | 1  | 3  | 4  |
| Renania-Palatinato               | 17  |    | 10 |    |    |    |    |    |    | 6  | 1  |    |    |    |    |    |    |
| Sassonia                         | 20  |    |    | 8  |    | 1  |    |    |    |    |    | 3  | 2  | 2  |    | 4  |    |
| Brema                            | 20  |    |    |    | 12 |    | 8  |    |    |    |    |    |    |    |    |    |    |
| Meclemburgo-Pomerania Anteriore  | 22  |    |    |    |    | 12 |    | 2  | 1  |    |    | 2  |    | 3  |    | 2  |    |
| Bassa Sassonia                   | 4   |    |    |    |    |    | 4  |    |    |    |    |    |    |    |    |    |    |
| Brandeburgo                      | 87  | 6  | 3  | 6  | 4  | 6  | 5  | 8  | 4  | 3  | 4  | 7  | 5  | 8  | 5  | 7  | 6  |
| Schleswig-Holstein               | 60  | 5  | 4  | 3  | 1  | 4  | 3  | 6  | 12 | 1  | 2  | 4  | 3  | 4  | 3  |    | 5  |
| Assia                            | 18  | 2  | 2  |    |    |    |    |    |    | 10 |    |    | 1  |    | 2  |    | 1  |
| Saarland                         | 12  |    |    |    |    |    |    |    |    |    | 12 |    |    |    |    |    |    |
| Turingia                         | 79  | 7  | 1  | 5  | 7  | 5  |    | 4  | 3  | 4  | 7  | 12 | 6  | 6  | 4  | 5  | 3  |
| Baviera                          | 94  | 4  | 5  | 4  | 6  | 2  | 7  | 5  | 6  | 7  | 6  | 5  | 12 | 5  | 7  | 6  | 7  |
| Sassonia-Anhalt                  | 152 | 8  | 8  | 12 | 8  | 10 | 10 | 12 | 8  | 8  | 8  | 10 | 8  | 12 | 8  | 12 | 10 |
| Baden-Württemberg                | 39  | 1  | 7  | 1  | 2  |    | 1  | 1  | 2  | 2  | 3  | 1  | 4  | 1  | 10 | 1  | 2  |
| Berlino                          | 100 | 3  | 6  | 7  | 5  | 7  | 6  | 7  | 5  | 5  | 5  | 6  | 7  | 7  | 6  | 10 | 8  |
| Renania Settentrionale-Vestfalia | 164 | 10 | 12 | 10 | 10 | 8  | 12 | 10 | 10 | 12 | 10 | 8  | 10 | 10 | 12 | 8  | 12 |